# Симоне Пепе
Вижте пояснителната страница за други личности с името Пепе.
Симоне Пепе (Simone Pepe) е италиански футболист играещ за Ювентус, под наем от Удинезе. Най-често се подвизава като дясно крило.
Юноша на Рома, той не изиграва нито един мач за Рома. Преминава през отборите на Лече, Терамо, Палермо и Пиаченца преди да се установи в Удинезе. Там успява да поддържа добро ниво, което го извежда до националния отбор. На 9 юли 2010 преминава за един сезон под наем в Ювентус за 2,6 млн. евро, с клауза в договора за закупуване на правата му за допълнителни 7,5 млн. евро.
Дебютира за националния отбор на Италия срещу България на 11 октомври 2008, в квалификационен мач за Световното първенство през 2010.